# 11475 Velinský
11475 Velinský este un asteroid din centura principală de asteroizi.

## Descriere
11475 Velinský este un asteroid din centura principală de asteroizi. A fost descoperit pe 11 noiembrie 1982 la Observatorul Kleť de Zdeňka Vávrová. Asteroidul prezintă o orbită caracterizată de o semiaxă mare de 2,27 ua, o excentricitate de 0,10 și o înclinație de 9,0° în raport cu ecliptica.